# ارسان الیاس‌اوا
اِرسان الیاس‌اوا (به ترکی استانبولی: Ersan İlyasova) (متولد ۱۵ مه ۱۹۸۷ در اسکی‌شهر، ترکیه) بازیکن تیم ملی بسکتبال ترکیه است. او در حال حاضر در اتحادیه ملی بسکتبال آمریکا (ان‌بی‌ای) در تیم دیترویت پیستونز بازی می کند.